# Prototaria
Prototaria — вимерлий рід ластоногих, який жив приблизно від 15,97 до 13,65 млн років тому протягом середнього міоцену на території нинішньої Японії.
На відміну від свого найближчого живого родича, моржа, представники прототарії були переважно рибоїдними хижими тваринами.
Прототарії за зовнішнім виглядом були більше схожі на сучасних морських котиків і морських левів, ніж на моржів. У них не було довгих бивнів, як у моржів, і були більш стрункими.